# El Capulín (San José Iturbide)
El Capulín es una localidad del estado mexicano de Guanajuato. Es parte del municipio de San José Iturbide.

## Demografía
| Gráfica de evolución demográfica |
|                                  |

| Censo | Población |
| ----- | --------- |
| 1900  | 3 922     |
| 1910  | 1 160     |
| 1921  | 820       |
| 1930  | 899       |
| 1940  | 1 044     |
| 1950  | 1 251     |
| 1960  | 1 333     |
| 1970  | 1 717     |
| 1980  | 1 778     |
| 1990  | 2 252     |
| 2000  | 2 575     |
| 2010  | 3 258     |
| 2020  | 3 649     |